# 蓬莱屋 (とんかつ店)
蓬莱屋（ほうらいや）は、日本の食堂。東京都台東区上野に所在する。ヒレカツ専門店であり、日本で最初にヒレカツを商品化した店との説もある。串カツの元祖とする説もある。大正時代初期に創業された老舗であり、映画監督の小津安二郎が愛した店としても知られており、小津の遺作である映画『秋刀魚の味』の一場面の舞台ともなっている。

## 沿革
初代店主の山岡正輝は、伊予国（後の愛媛県）越智郡の酒造家の生まれである。家業が傾いたために家を出て、日本各地を渡り歩いた末に、「東京なら安い飲食店で成功できる」と教えられ、東京で大正時代初期に屋台での店を始めた。創業年は1912年（大正元年）、1914年（大正3年）、1915年（大正4年）、1917年（大正6年）の説がある。
開業当初は、上野松坂屋の脇での屋台営業であった。「蓬莱屋」の名は、この屋台時代に客の1人が命名したもので、由来は不明である。1928年（昭和3年）に店を構え、現在に至る。現存している建物は、1948年（昭和23年）、または1950年（昭和25年）の建築である。
創業当初は、カツレツといえばロース肉が常識であったが、当時は初代店主が貧乏であり、ヒレ肉が安価だったことから、同情した知り合いの肉屋に、ヒレ肉を用いての商売を勧められた。このヒレカツが好評だったことから看板料理になり、その後もヒレカツに拘り続けている。
上野に多数存在する豚カツ屋の中でも、会話の端々に上がることが多い。御徒町駅界隈の店である「ぽん多本家」「双葉」(閉店）と並んで、「とんかつ御三家」にも数えられている。

## 特徴
メニューは、開業当時はヒレ肉のカツレツ1種類のみであり、その後にヒレを小さく切った一口カツ、さらに串カツが加わった。他に、重箱弁当「東京物語膳」と、当初は店員が賄いで食べていたものを土産限定品とした「特選メンチカツ」がある。肉がヒレ肉のみであることについて、3代目店主の山岡吉孝は、「創業当初からヒレ肉で通し、客もヒレ肉を目当てで来店することから、変更する理由がない」と語っている。
蓬莱屋のヒレカツは、薄い衣と、厚いヒレ肉の塊が特徴である。肉は、チルドや冷凍肉を用いずに、日本産（栃木県産）の新鮮なヒレ肉のみを使用している。衣には細かな生パン粉が用いられているために、衣が薄く、肉の旨味を十分に味わうことができる。
揚げ油は、生の脂身から毎日自家で作っており、ラードとヘットを半々に混ぜた油を用いている。2度揚げも店の特徴である。最初に210度から220度の高温で1分から1分半ほど揚げて、その後に約180度の低温で時間をかけて揚げる。厚いヒレ肉の塊に火を通すために、出来上がりまでは約10分を要する。3代目店主は、「2度揚げは肉汁を衣の中に閉じ込めるための手法であり、戦後から始めた」と語っている。また、同じ鍋で温度を変えながら揚げるより、温度を一定に保った別々の鍋で揚げた方が、客を待たせずにより多くの客に食べてもらえる、との狙いもある。この2度揚げを調理法として確立させたのも、この店が最初とされる。
メンチカツもまた、細かなパン粉による軽快な食感、ヒレ肉のために脂身が少なく肉本来の旨味を満喫できるとして、持ち帰りでしか味わうことのできない、「隠れた人気メニュー」との声もある。定食の味噌汁も、ヒレ肉の筋と香味野菜で出汁がとられている。
ソースもとんかつソースではなくウスターソースであり、これも自家製である。カツの付け合わせのキャベツに至るまで、材料が吟味されており、キャベツのみをお代わりする客もいる。料理以外にも、油のにおいのしない清潔な店内、汚れや乱れの無い店員の仕事着など、清潔さを評価する声もある。

## 著名人による評価
映画監督の小津安二郎は、1933年（昭和8年）に店を訪れて以来、この店の常連であった。小津の遺した日記にも1933年11月以降、蓬莱屋の名が多く登場しており、日記によれば、「休日には国立西洋美術館で芸術鑑賞をした後に、この店で昼食をとることが定番だった」とある。長期の地方ロケの前にも、必ず蓬莱屋に寄って、ヒレカツを食べてから出発したともいう。また小津は1957年（昭和32年）の映画『東京暮色』以降は、脚本家の野田高梧の別荘である雲呼荘で脚本を執筆していたが、別荘行きの前には必ずといってよいほど蓬莱屋に立ち寄って、豚カツを堪能していたという。この雲呼荘の滞在中には、東京から離れた地で好物と離れることから、好物の名を織り込んだ「雲呼荘小唄」という唄を作っており、1番の歌詞には「蓬莱屋がなつかしや」と、蓬莱屋の名が登場している。小津たちの撮影現場に、蓬莱屋から弁当が届けられることもあったという。入院後も死去の直前まで、入院先の病院にまでこの店のヒレカツを運ばせ、死去前日にも親戚が買いに来たとの逸話からも、この店を愛していたことが窺い知れる。店の1階には、数少ない小津の色紙のレプリカが飾られている。メニューの重箱弁当「東京物語膳」も、小津への感謝の気持ちで始められたものである。小津の作品に多く登場した俳優の佐田啓二も、小津と共によく来店したという。
落語家の林家正蔵は、かつては豚肉はロース肉の脂身が美味いと考えていたが、蓬莱屋に来店して以来、ヒレ肉の旨味を知ったといい、「蓬莱屋は他の豚カツ屋とは一線を画する」と語っている。脳科学者の茂木健一郎は、東京大学理学部物理学科に通学していた頃から、この店に通い、ヒレカツを食べ続けていると語っている。茂木は、ヒレカツはビタミンB1などの栄養価が高いことに加えて、衣、肉汁、千切りキャベツのそれぞれ3つの感触と刺激が脳を活性化させ、頭がさえると主張している。文芸評論家の福田和也も、ヒレカツの衣の硬さ、中の肉の柔らかさ、二度揚げによる火の通り方などを絶賛して、上野の豚カツ屋の中でも「ここが1位」と言い、「前に三越で売っていたメンチカツを、死ぬ前にもう一度食べたい」とまで語っている。小説家の安藤鶴夫もこの店を愛し、学生時代から店に通ったと自著で述べている。死去の前年にも、自著で通院のルートを述べ、「蓬莱屋で豚カツを食べるために、途中で上野広小路に寄る」と述べている。旅行作家の山本鉱太郎も、蓬莱屋のヒレカツの味を「日本一」と評している。

## 創作作品での扱い
小津安二郎が監督を務めた映画にも、蓬莱屋を彷彿させる台詞や場面が多く登場する。映画『秋日和』の作中では、中村伸郎の演じる登場人物が「松坂屋の裏の豚カツ屋」「あの家がまだ屋台でやってた頃」という台詞があり、蓬莱屋がモデルであることが示唆されている。この映画が公開された1960年（昭和35年）の小津の日記には「とんかつ屋のセット 上野蓬莱屋主人とんかつを持ってくる」との記述があり、作中での豚カツの揚げ方も蓬莱屋が指導している。遺作となった『秋刀魚の味』の重要な一場面――路子がひそかに思い寄せているという三浦（吉田輝雄）に対して、路子の兄幸一（佐田啓二）が気持ちを探る場面――では、蓬莱屋の2階の8畳間を模したセットを撮影所に作り、蓬莱屋からヒレカツを取り寄せて、セットの中でこの2人が実際に蓬莱屋のヒレカツを食べる場面を撮影したほどである。そのために小津映画ファンも多く訪れ、座敷の写真を撮影していくファンも多い。
豚カツの歴史を踏まえた1963年（昭和38年）の映画『喜劇 とんかつ一代』でも、森繁久彌演じるとんかつ店の店主が、上野でとんかつ店の歴史を語る場面において、「ヒレカツの元祖は松坂屋裏の蓬莱屋」と、蓬莱屋の名が登場している。